# Ruinas de Tongoni
Las Ruinas de Tongoni (en inglés: Tongoni Ruins) es un pequeño pueblo pesquero a 17 kilómetros al sur de Tanga, en Tanzania. Es famoso por las ruinas del siglo XV de una mezquita y cuarenta tumbas que se encuentran en la aldea. Tongoni era un lugar diferente hace cuatro o cinco siglos. Contrariamente a su presencia casi desapercibida hoy en día, fue un centro de comercio próspero y respetado durante el siglo XV.
Una tradición afirma que Tongoni fue establecida por la gente Shirazi (personas de origen persa), que establecieron muchos asentamientos islámicos en África del Este, como Kilwa y Mafia.